# Resolutie 2124 Veiligheidsraad Verenigde Naties
Resolutie 2124 van de Veiligheidsraad van de Verenigde Naties werd op 12 november 2013 met unanimiteit van stemmen aangenomen door de VN-Veiligheidsraad. De resolutie verlengde het mandaat van de AMISOM-vredesmacht van de Afrikaanse Unie in Somalië tot eind oktober 2014 en vroeg de AU het aantal manschappen op te trekken tot ruim 22.000.

## Achtergrond
In 1960 werden de voormalige kolonies Brits-Somaliland en Italiaans-Somaliland onafhankelijk en samengevoegd tot Somalië. In 1969 greep het leger de macht en werd Somalië een socialistisch-islamitisch land. In de jaren 1980 leidde het verzet tegen het totalitair geworden regime tot een burgeroorlog en in 1991 viel het centrale regime. Sindsdien beheersten verschillende groeperingen elk een deel van het land en viel Somalië uit elkaar. Toen milities van de Unie van Islamitische Rechtbanken de hoofdstad Mogadishu veroverden, greep buurland Ethiopië in en heroverde de stad. In 2007 stuurde de Afrikaanse Unie met toestemming van de Veiligheidsraad 8000 - later 12.000 - vredeshandhavers naar Somalië. In 2008 werd piraterij voor de kust van Somalië een groot probleem. In september 2012 trad na verkiezingen een nieuwe president aan die met zijn regering de rol van de tijdelijke autoriteiten die Somalië jarenlang hadden bestuurd moest overnemen.

## Inhoud

### Waarnemingen
Al-Shabaab had opnieuw aanvallen uitgevoerd en het Somalisch Nationaal Leger (SNA) en AMISOM in de verdediging gedrongen. De secretaris-generaal had zijn vrees geuit dat recente veroveringen op Al-Shabaab verloren zouden gaan als de militaire campagne niet werd versterkt en hervat. Hiervoor was meer internationale steun aan het SNA en AMISOM nodig. De bescherming van de Internationale Luchthaven van Mogadishu werd speciaal benadrukt.

### Handelingen
Derhalve kregen de AU-lidstaten toestemming om hun AMISOM-vredesmacht (van 28 februari 2014; resolutie 2093) tot 31 oktober 2014 te verlengen. Ze werden ook gevraagd de troepenmacht te versterken van 17.731 tot 22.126 manschappen. Die versterking was wel tijdelijk van aard; voor 18 tot 24 maanden.
Men was het eens met de secretaris-generaal, die stelde een VN-vredesoperatie nog niet aan de orde was. Wel werd de logistieke ondersteuning van de VN aan AMISOM opgetrokken. Er was ook meer materieel nodig. De lidstaten werden in het bijzonder gevraagd AMISOM te helpen twaalf helikopters te mobiliseren.
Het SNA zou door UNSOA voorzien worden van voedsel, water, brandstof, transport, tenten en medevac, maar enkel bij operaties met of in het kader van AMISOM.

## Verwante resoluties
- Resolutie 2093 Veiligheidsraad Verenigde Naties
- Resolutie 2111 Veiligheidsraad Verenigde Naties
- Resolutie 2125 Veiligheidsraad Verenigde Naties
- Resolutie 2142 Veiligheidsraad Verenigde Naties (2014)

Lijst ·  2086 ·  2087 ·  2088 ·  2089 ·  2090 ·  2091 ·  2092 ·  2093 ·  2094 ·  2095 ·  2096 ·  2097 ·  2098 ·  2099 ·  2100 ·  2101 ·  2102 ·  2103 ·  2104 ·  2105 ·  2106 ·  2107 ·  2108 ·  2109 ·  2110 ·  2111 ·  2112 ·  2113 ·  2114 ·  2115 ·  2116 ·  2117 ·  2118 ·  2119 ·  2120 ·  2121 ·  2122 ·  2123 ·  2124 ·  2125 ·  2126 ·  2127 ·  2128 ·  2129 ·  2130 ·  2131 ·  2132